# Tatjana Levina
Tatjana Nikolajevna Levina (rusko Татьяна Николаевна Левина), ruska atletinja, * 28. februar 1977, Orjol, Sovjetska zveza.
Nastopila je na poletnih olimpijskih igrah leta 2004, ko se je uvrstila v četrtfinale teka na 200 m. Na svetovnih dvoranskih prvenstvih je osvojila tri zaporedne naslove prvakinje v štafeti 4x400 m, na evropskih dvoranskih prvenstvih pa naslov prvakinje v isti disciplini leta 2005.